# نوربرت بينتر
نوربرت بينتر هو لاعب كرة قدم صربي ومجري في مركز الوسط، ولد في 3 نوفمبر 1992 في زينتا في صربيا. لعب مع Szolnoki MÁV FC ‏.

## وصلات خارجية
- نوربرت بينتر على موقع قاعدة بيانات كرة القدم.إي يو (الإنجليزية)
- نوربرت بينتر على موقع Soccerway.com (الإنجليزية)